# Defenestrazione

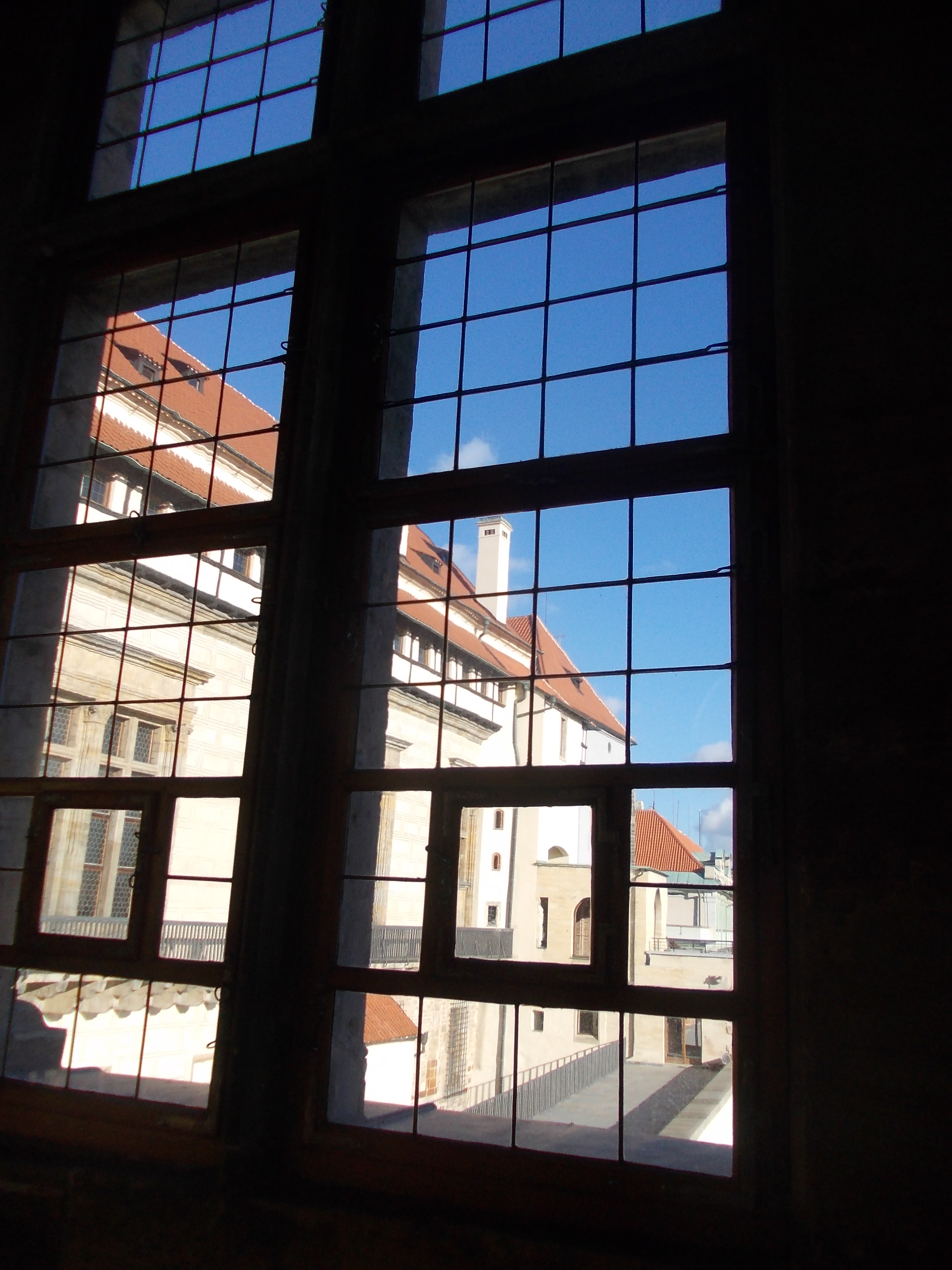
La finestra della defenestrazione nel castello di Praga

La defenestrazione è descritta generalmente come l'azione di gettare intenzionalmente qualcosa o qualcuno fuori da una finestra, con l'intento di commettere un omicidio. Il termine ha la connotazione di rimuovere con la forza o con la violenza un avversario, ed è spesso usato in questo senso. Implica anche che la finestra venga rotta (De- significa rompere).
La defenestrazione è un caso particolare di precipitazione, che più in generale si riferisce ad una caduta da un luogo alto, e la sua causa può essere accidentale, criminale o suicida. Le sue conseguenze sono il più delle volte molto gravi: l'esito è fatale nella maggior parte dei casi, e può causare vari traumi fisici e/o addirittura psicologici nei superstiti o nel pubblico.
Se per qualsiasi motivo la vittima non viene uccisa, si considera tentato omicidio. Si noti, da un lato, che la vittima deve essere viva prima di essere buttata dalla finestra e, dall'altro, che l'atto deve essere intenzionale, altrimenti (se non intenzionale) si considera suicidio o un tentativo di salvataggio dovuto a un pericolo, senza escludere il caso di un'esplosione in cui l'atto è il prodotto di un'onda d'urto.

## Origine
Il termine deriva dalle defenestrazioni di Praga, in particolare da quella del 1618, evento scatenante della guerra dei trent'anni.

## Metonimia
Per estensione indica la deposizione, legittima o illegittima, del titolare di un'alta carica politica, come nel caso celebre di Nikita Chruščёv.